# Turistická značená trasa 1882
 Turistická značená trasa 1882 je 5,1 km dlouhá modře značená krkonošská trasa Klubu českých turistů v okrese Trutnov spojující Medvědí boudu se Špindlerovou boudou. Její převažující směr je východní. Trasa se nachází na území Krkonošského národního parku. Úsek mezi Medvědí a Davidovými Boudami sleduje tzv. Školní cestu.

## Průběh trasy
Turistická trasa má svůj počátek nad Medvědí boudou na rozcestí se zeleně značenou trasou 4201 ze Špindlerova Mlýna na Labskou boudu a se zde výchozí žlutě značenou trasou 7203 na Brádlerovy boudy. Trasa klesá luční a posléze lesní pěšinou k severovýchodu k lávce přes Medvědí potok, odkud stoupá k jihovýchodu k Davidovým Boudám, kam již přichází jako zpevněná lesní cesta. U Davidových Bud dochází ke křížení se žlutě značenou trasou 7362 ze Špindlerova Mlýna na Petrovu boudu. Trasa 1882 pokračuje úboční lesní cestou střídavě k severovýchodu, jihovýchodu a opět severovýchodu, lesní cestu opouští a pěšinou stoupá i nadále k severovýchodu do pramenné oblasti potoka Dírečky. Zde svůj směr opět mění na jihovýchodní nadále stoupá střídavě lesem a svahovými rašeliništi, která překonává po dřevěných chodnících. Závěrečný úsek je veden po silnici spojující Špindlerův Mlýn se Špindlerovou boudou. U ní trasa končí na rozcestí s hřebenovou červeně značenou Cestou česko-polského přátelství a zde výchozími trasami vedoucími do Špindlerova Mlýna (zeleně značená 4202 a žlutě značená 7204). Výchozí jsou zde i další polské turitiské trasy.

## Historie
- Výchozí rozcestí a úvodní úsek se dříve nacházely pod Medvědí boudou
- Koncový úsek dříve nestoupal po silnici ke Špindlerově boudě, ale klesal k Lužické boudě a až poté ke Špindlerově boudě po luční pěšině v souběhu s dalšími trasami[3]

## Turistické zajímavosti na trase
- Medvědí bouda
- Davidovy Boudy
- Svahová rašeliniště v jihozápadním svahu Čihadla
- Špindlerova bouda

## Časové omezení
Úsek trasy 1882 v pramenné oblasti Dírečky a rašelinné louky pod silnicí na Petrovu boudu je z důvodu ochrany přírody mezi 15. březnem a 31. květnem uzavřen.